# Gumbel-Verteilung
Die Gumbel-Verteilung (nach Emil Julius Gumbel), die Fisher-Tippett-Verteilung (nach Ronald Aylmer Fisher) oder Extremal–I–Verteilung ist eine stetige Wahrscheinlichkeitsverteilung, die wie die Fréchet-Verteilung zu den Extremwertverteilungen gehört. Die Verteilung heißt auch doppelte Exponentialverteilung.

## Definition

Dichtefunktion f(x) der Gumbel-Verteilung

Eine stetige Zufallsgröße {\displaystyle X} genügt einer Gumbel-Verteilung mit Skalenparameter {\displaystyle \beta >0} und Lageparameter {\displaystyle \mu \in \mathbb {R} }, wenn sie die Wahrscheinlichkeitsdichte
{\displaystyle f(x)={\frac {1}{\beta }}\mathrm {e} ^{-{\frac {1}{\beta }}(x-\mu )}\mathrm {e} ^{-\mathrm {e} ^{-{\frac {1}{\beta }}(x-\mu )}},~x\in \mathbb {R} }
und damit die Verteilungsfunktion
{\displaystyle F(x)=\mathrm {e} ^{-\mathrm {e} ^{-{\frac {1}{\beta }}(x-\mu )}},~x\in \mathbb {R} }
besitzt.

### Standard-Fall
Werden keine Parameter angegeben, so sind die Standard-Parameter {\displaystyle \mu =0} und {\displaystyle \beta =1} gemeint. Dieser Spezialfall wird manchmal auch als Doppelexponentialverteilung bezeichnet.
Damit ergibt sich die Dichte
{\displaystyle f(x)=\mathrm {e} ^{-x}\mathrm {e} ^{-\mathrm {e} ^{-x}},~x\in \mathbb {R} }
und die Verteilungsfunktion
{\displaystyle F(x)=\mathrm {e} ^{-\mathrm {e} ^{-x}},~x\in \mathbb {R} }
Durch die affin-linearen Transformationen {\displaystyle X\mapsto Y:=\mu +\beta X} mit {\displaystyle \beta >0} erhält man die oben angegebene Lage-Skalen-Familie von Verteilungen mit den Eigenschaften
- {\displaystyle F_{Y}(x)=F\left({\frac {x-\mu }{\beta }}\right)},
- {\displaystyle f_{Y}(x)={\frac {1}{\beta }}f\left({\frac {x-\mu }{\beta }}\right)},
- {\displaystyle \operatorname {E} (Y)=\mu +\beta \operatorname {E} (X)} und
- {\displaystyle \operatorname {Var} (Y)=\beta ^{2}\operatorname {Var} (X).}

## Eigenschaften

### Erwartungswert
Die Gumbelverteilung besitzt den Erwartungswert
{\displaystyle \operatorname {E} (X)=\mu +\beta \gamma }.
Dabei ist {\displaystyle \gamma \approx 0{,}5772} die Euler-Mascheroni-Konstante.

### Varianz
Die Varianz einer Gumbelverteilung ist
{\displaystyle \operatorname {Var} (X)={\frac {(\pi \beta )^{2}}{6}}}.

### Standardabweichung
Die Standardabweichung  einer Gumbelverteilung ist
{\displaystyle \sigma ={\frac {\pi \beta }{\sqrt {6}}}}.

## Anwendung
Sie wird u. a. in folgenden Bereichen benutzt:
- Hydrologie, insbesondere Wasserwirtschaft für extreme Ereignisse wie Hochwasser und Trockenzeiten
- Verkehrsplanung
- Meteorologie (Wettervorhersage)

## Beziehung zu anderen Verteilungen

### Beziehung zur Extremwertverteilung
Die Gumbel-Verteilung mit den Parametern {\displaystyle \mu =0} und  {\displaystyle \beta =1} ist eine Extremwertverteilung vom Typ I und ergibt sich als Spezialfall für {\displaystyle \xi =0,\mu =0,\sigma =0} aus der verallgemeinerten Extremwertverteilung, die die Extremwertverteilungen der Typen I, II und III und die zugehörigen Verteilungstypen in einer Verteilungsfamilie zusammenfasst.